# Josef Tichý (fotograf)
Josef Tichý (9. března 1914 Královo Pole – 18. září 1993 Brno) byl český fotograf.

## Život a tvorba
Byl členem brněnské fotografické skupiny VOX, která byla založena v roce 1965.
Roku 1970 získal titul Artiste Mezinárodní federace umělecké fotografie (FIAP). V letech 1971–1973 byl lektorem Školy výtvarné fotografie při ÚV Svazu českých fotografů. Jeho fotografie jsou ve sbírkách Muzea města Brna, Moravské galerie v Brně a Národní galerie v Praze.